# Rossella Fiamingo
Rossella Fiamingo, född 14 juli 1991 i Catania, är en italiensk fäktare.
Fiamingo blev olympisk silvermedaljör i värja vid sommarspelen 2016 i Rio de Janeiro. Vid OS 2024 ingick hon i det italienska laget som tog guld.